# Rosemary Lassig
Rosemary Lassig, aussi connue après son mariage comme Rosemary Lluka, est une nageuse australienne née le 10 août 1941 à Bundaberg et morte le 1er novembre 2017 à Sydney, spécialisée en brasse.
Elle est membre de l'équipe d'Australie aux Jeux olympiques d'été de 1960 à Rome où elle prend part au 200 mètres brasse et au relais 4x100 mètres quatre nages  ; éliminée en séries en brasse, elle est médaillée d'argent au relais.